# جولیو اسکارپاتی
جولیو اسکارپاتی (انگلیسی: Giulio Scarpati؛ زادهٔ ۲۰ فوریهٔ ۱۹۵۶) بازیگر اهل ایتالیا است. 
از فیلم‌ها یا برنامه‌های تلویزیونی که وی در آن نقش داشته است، می‌توان به یک پزشک در خانواده، رستاخیز، ماریو، ماریا و ماریو، گانگستر اشاره کرد. اسکارپاتی در سال ۱۹۹۴ برنده جایزه دیوید دی دوناتلو بهترین بازیگر مرد شده است.